# Ediciones Cliper
Ediciones Clíper fue una editorial española, ubicada en Barcelona y con distribución en Hispanoamérica, que durante las décadas de los 40 y 50 del pasado siglo, se dedicó a la producción de álbumes de cromos, tebeos y literatura popular, en especial novelas del oeste. Su editor fue Germán Plaza.

## Trayectoria
Germán Plaza, que había sido distribuidor, publicó entre 1943 y 1949 su primera colección: "Novelas del Oeste". En el seno de la misma, apareció en septiembre de 1944 la primera novela de El Coyote de José Mallorquí, a la que siguieron casi doscientas más. Sus primeros álbumes de cromos estaban dedicados a películas de Hollywood.
En 1947, lanzó también la revista "El Coyote", que incluía, entre otras muchas series de historieta, una adaptación de este personaje con guiones del propio Mallorquí y dibujos del portadista e ilustrador Francisco Batet. También lanzaba otros dos exitosos tebeos: "Nicolas" (1948), de carácter cómico y "Florita" (1949), dirigido a niñas.
Clíper también poseía otras colecciones dedicadas al oeste: Mac Larry, Policía Montada.
En 1953 finalizó la serie de EL Coyote, tras intentar relanzarla con el nombre de «Nuevo Coyote», así como el tebeo homónimo. Compró, sin embargo, los derechos de las revista "Yumbo" (1952), que alcanzaría los 339 números, "Aventurero" (1953) y "Pinocho" (1957).
En 1959 Ediciones Cliper se fusionó con José Janés Editor, dando lugar a Plaza & Janés. Algunas de sus cabeceras más exitosas, como "Florita" y "Yumbo" fueron continuadas por Hispano Americana de Ediciones.

## Colecciones de cromos
| Título                              | Tamaño | Nº cromos | Texto | Dibujo | Páginas | Precio | Año  | Comentario |  |
| ----------------------------------- | ------ | --------- | ----- | ------ | ------- | ------ | ---- | ---------- |  |
| Gran Album El Coyote                |        | 256       |       |        |         |        | 1946 |            |  |
| Archivo del Coyote                  |        | 234       |       |        |         |        | 1946 |            |  |
| Robín de los bosques                |        | 144       |       |        |         |        | 1944 |            |  |
| Rosalinda                           |        | 224       |       |        |         |        | 1946 |            |  |
| El Halcón y la Flecha               |        | 128       |       |        |         |        | 1951 |            |  |
| Kim de la India                     |        | 168       |       |        |         |        | 1951 |            |  |
| Alicia en el País de las Maravillas |        | 180       |       |        |         |        | 1952 |            |  |
| Héroes Mundiales                    |        | 168       |       |        |         |        | 1952 |            |  |
| Aviación de 1900 a 1950             |        | 380       |       |        |         |        | 1952 |            |  |
| Mujercitas                          |        | 167       |       |        |         |        | 1952 |            |  |
| Las minas del rey Salomón           |        | 168       |       |        |         |        | 1952 |            |  |
| Ivanhoe                             |        | 156       |       |        |         |        | 1953 |            |  |
| El Hidalgo de los Mares             |        | 168       |       |        |         |        | 1954 |            |  |
| Quo-Vadis                           |        | 210       |       |        |         |        | 1954 |            |  |
| Zoo                                 |        | 368       |       |        |         |        | 1954 |            |  |
| Automovilismo y Motorismo           |        | 288       |       |        |         |        | 1954 |            |  |
| La Dama y el Vagabundo              |        | 312       |       |        |         |        | 1957 |            |  |

## Colecciones de tebeos
| Título              | Año  | Guionista   | Dibujante         | Ejemplares | Tipo        | Tamaño | Periodicidad | Precio facial en pesetas | Comentario                       |
| ------------------- | ---- | ----------- | ----------------- | ---------- | ----------- | ------ | ------------ | ------------------------ | -------------------------------- |
| El Coyote           | 1947 | Varios      | Varios            | 189        | Revista     | 27x18  |              | 1'50                     |                                  |
| Nicolás             | 1948 | Varios      | Varios            | 239        | Revista     | 26x18  |              | 1'50                     |                                  |
| Florita             | 1949 | Varios      | Varios            | 490        | Revista     | 26x18  | Semanal      |                          | Continuada por Hispano Americana |
| Topolino            | 1950 | Varios      | Varios            | 12         | Revista     | 17x13  | Semanal      |                          |                                  |
| Alcotán             | 1952 | Varios      | Varios            | 12         | Revista     | 26x18  |              |                          |                                  |
| Aventurero          | 1953 | Varios      | Varios            | 38         | Revista     | 17x24  |              | 3                        |                                  |
| África              | 1953 | Varios      | Varios            | 2          |             | 26x18  |              |                          |                                  |
| Lupita              | 1953 | Varios      | Varios            | 48         | Revista     | 24x17  | Semanal      | 1'50                     |                                  |
| Yumbo               | 1953 | Varios      | Varios            | 339        | Revista     | 26x18  | Semanal      | 2                        | Continuada por Hispano Americana |
| Al Dany             | 1954 | Víctor Mora | Francisco Hidalgo | 16         | Cuadernillo | 18x26  | Semanal      | 1'60                     |                                  |
| Futuro              | 1957 | Varios      | Varios            | 20         | Revista     | 26x18  | Semanal      | 3                        |                                  |
| Pinocho             | 1957 |             |                   |            |             |        |              |                          |                                  |
| El Conejito atómico | 1958 | Ayné        | Ayné              | 5?         | Cuadernillo | 18x26  | Semanal      |                          |                                  |

## Valoración
Ediciones Cliper fue una de las editoriales de tebeos más importantes de los años cincuenta, junto a Bruguera, Hispano Americana y Toray. Críticos como Enrique Martínez Peñaranda han alabado la dignidad y calidad de sus productos.